# Voss
Voss este o comună din provincia Vestland, Norvegia.